# Ivesdale (Illinois)
Ivesdale es una villa ubicada en el condado de Champaign en el estado estadounidense de Illinois. En el Censo de 2010 tenía una población de 267 habitantes y una densidad poblacional de 124,35 personas por km².

## Geografía
Ivesdale se encuentra ubicada en las coordenadas 39°56′44″N 88°27′25″O / 39.94556, -88.45694. Según la Oficina del Censo de los Estados Unidos, Ivesdale tiene una superficie total de 2.15 km², de la cual 2.15 km² corresponden a tierra firme y (0%) 0 km² es agua.

## Demografía
Según el censo de 2010, había 267 personas residiendo en Ivesdale. La densidad de población era de 124,35 hab./km². De los 267 habitantes, Ivesdale estaba compuesto por el 99.63% blancos, el 0% eran afroamericanos, el 0% eran amerindios, el 0% eran asiáticos, el 0% eran isleños del Pacífico, el 0% eran de otras razas y el 0.37% pertenecían a dos o más razas. Del total de la población el 0.37% eran hispanos o latinos de cualquier raza.